# Chico O'Farrill
Arturo O'Farrill (Havana, 28 oktober 1921 – New York, 27 juni 2001) was een uit Cuba afkomstige Amerikaanse trompettist, pianist, arrangeur en componist.

## Biografie
Chico O'Farrill bezocht als tiener de Riverside Military Academy in Florida, waar hij ook trompet en piano studeerde. Tijdens zijn rechtenstudie werkte hij met verschillende Cubaanse bands, waarvoor hij begon te arrangeren. In 1948 verhuisde hij naar New York, waar hij studeerde bij Hall Overton en Bernd Wagenaar. Hij werkte als arrangeur voor Benny Goodman, Machito (1950, Afro-Cubaanse Jazz Suite met Charlie Parker), Stan Kenton, Dizzy Gillespie (1954, Manteca Suite) en Art Farmer. Sinds 1951 leidde hij af en toe zijn eigen bands, verhuisde hij in 1955 terug naar Havana, van daar naar Mexico-Stad in 1959, waar hij concert- en filmmuziek schreef. Vanaf 1965 werkte hij opnieuw in New York en schreef hij voor Count Basie, Cal Tjader, Clark Terry, Candido, Frank Wess, Gato Barbieri, Mario Bauzá en voor zijn eigen platenproducties. Daarnaast schreef hij muziek voor televisie en reclame. Hij schreef een trompetconcert voor Wynton Marsalis. Met zijn Afro-Cubaanse Jazz Big Band produceerde hij drie albums, waarvan Pure Emotion werd genomineerd voor een Grammy Award (1996).

## Overlijden
Chico O'Farrill overleed in juni 2001 op 79-jarige leeftijd.

## Discografie
- 1996: Cuban Blues – The Chico O'Farrill Sessions, 1950–1954 (Verve Music Group)
- 1998/1999: Heart Of A Legend (Milestone Records)
- 2000: Carambola (Milestone Records)

## Filmografie
Soundtrack
- 1999: The Thomas Crown Affair
- 2004: Eros

Komponist
- 1983: Guaguasi